# Gottlieb Schmid (Politiker, 1868)
Gottlieb Schmid (* 29. Oktober 1868 in Schöckingen; † 9. Mai 1937 ebenda) war ein deutscher Landwirt und Politiker (WBWB).

## Leben
Gottlieb Schmid war ein Sohn des gleichnamigen Landwirts (1825–1885) und seiner Frau Anna Katharina Cleß, verw. Gerstner (1826–1888). Er war selbst ebenfalls Landwirt, Hühner- und Bienenzüchter in Schöckingen, gehörte dort dem Kirchengemeinderat der Mauritiuskirche an, war Mitgründer der Spar- und Darlehenskasse Schöckingen und 1902 Gründungsvorsitzender des Militärvereins Schöckingen im Württembergischen Kriegerbund.

## Politik
Schmid gehörte dem Württembergischen Bauern- und Weingärtnerbund an. Er war ab 1923 Mitglied des Gemeinderats und des Bezirksrats in Schöckingen und von 1920 bis 1933 Mitglied des Württembergischen Landtags für den Wahlkreis bzw. Wahlverband Württemberg III/Stuttgart Amt-Leonberg.